# Braccagni
Braccagni is een plaats (frazione) in de Italiaanse gemeente Grosseto.